# Sergei Alexejewitsch Rjabkow

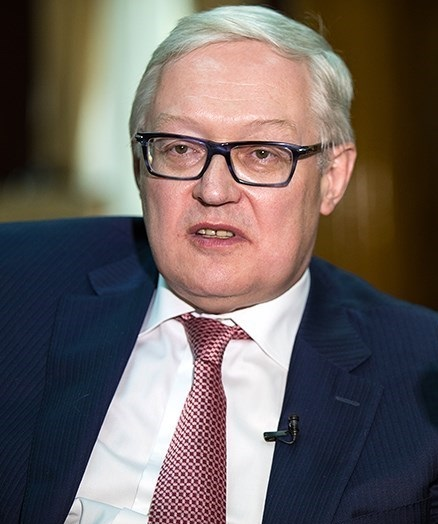
Sergej Rjabkow (2016)

Sergei Alexejewitsch Rjabkow (russisch Сергей Алексеевич Рябков; * 8. Juli 1960) ist ein russischer Politiker. Er ist einer der zehn stellvertretenden Außenminister.

## Leben
Rjabkow schloss 1982 am Moskauer Institut für Internationale Beziehungen sein Studium ab und startete anschließend eine Laufbahn im sowjetischen Außenministerium. Hier war er in verschiedenen Leitungsfunktionen tätig. Zwischen 1999 und 2005 war er in der Botschaft in den USA in Washington, D.C. beschäftigt, davon ab 2002 als Gesandter. Seit 2008 ist Rjabkow stellvertretender Außenminister der Russischen Föderation. In dieser Funktion ist er zuständig für die Beziehungen Russlands zu Ländern des amerikanischen Doppelkontinents und zu den BRICS-Staaten, für Rüstungskontrolle sowie Verhandlungen über das iranische Atomprogramm.
Seit 2009 hat er den diplomatischen Rang des außerordentlichen und bevollmächtigten Botschafters.
Rjabkow wurde mit dem Verdienstorden für das Vaterland 4. Klasse, dem Orden der Ehre und dem Orden der Freundschaft ausgezeichnet. Er ist verheiratet und hat zwei Kinder.